# ナガム・アブ・サムラ
ナガム・アブ・サムラ（アラビア語: نغم أبو سمرة、1999年もしくは2000年 - 2024年1月12日）は、パレスチナ国の空手家。生前にはガザ地区で少女のためのスポーツ・トレーニング・クラブを開いていた。パレスチナのスポーツ界の象徴とされるサムラは、2024年の夏季オリンピックにパレスチナ代表として出場することが期待されていたが、2023年パレスチナ・イスラエル戦争中にイスラエルの空爆によって死亡した。

## 生涯

### 生い立ちと空手家としての経歴
サムラはヌセイラト難民キャンプ出身で、幼少の頃から空手を習い始め、最終的には黒帯を取得した。 女子禁制とされるスポーツに参加したことで、一部の空手家から批判を受けたが、父親は空手に興味を持つサムラを支持した。
サムラはパレスチナの空手選手権に数回出場し、2019年には優勝した。 その後、アル＝アクサー大学で体育学の学士号と修士号を取得。2021年には、女子のためのスポーツ・トレーニング・クラブを立ち上げた。サムラは女子のスポーツ参加を提唱し、次のように述べた： 私はすべての女の子に、自分を取り巻く人々からではなく、自分の内側から力を感じてほしかったのです。父親によれば、彼女は「何世代にもわたって空手をする少女たちを鼓舞したい」と述べていたという。パレスチナのスポーツ界の象徴とされたサムラは、2024年の夏季オリンピックにパレスチナ代表として出場することが期待されていた。
母親は2023年パレスチナ・イスラエル戦争が始まる直前にガンで亡くなった。

### 死
2023年12月17日か18日、イスラエル軍はヌセイラト難民キャンプに空爆を仕掛け、サムラの家を直撃し、妹のロザンヌが死亡した。サムラはこの攻撃で重傷を負い、昏睡状態でアル・アクサ殉教者病院に到着し、手術の結果右足を失った。イスラエルによる医療機関への攻撃と、医薬品やその他の資源の不足により、ガザの病院は限られた能力しか持っていなかった。さらに彼女の家族は、イスラエル軍の空爆が病院を直撃することを恐れていた。その結果、重傷の彼女を十分に治療することができず、病院は彼女を避難させる許可を得ようとした。父親は、ニュースメディアやソーシャルメディアを通じて、サムラの医療移送のための国際的な支援を要請した。父親はスカイニュースにこう語った： 「もうダメだ。ナガムは私の人生であり、私の精神なんだよ...」。
数週間後、サムラは医療許可を得て、1月7日にエジプト・アリーシュの病院に移送された。一緒に病院に向かった父親によると、サムラは人工呼吸器の問題で、道中死にかけたという。その頃、イスラエル軍はガザでサムラを治療していたアル・アクサ病院を攻撃し始めた。エジプトに到着して数日後、彼女は死亡した。
サムラの死後、アル・アクサ病院の関係者は、彼女に避難許可を出すのが「遅すぎた」と述べた。パレスチナ・オリンピック委員会のジブリル・ラジュブ会長は、サブらの死をパレスチナのスポーツ界にとっての損失と呼んだ。サムラは、2023年パレスチナ・イスラエル戦争でイスラエルに殺害されたパレスチナ人選手に関するいくつかのニュース記事で言及されている。2024年5月の時点で、開戦以来243-300人のパレスチナ人スポーツ選手が死亡したと推定されている。サムラの生涯を描いた戯曲『Nagham of Gaza（ガザのナガム）』が2025年現在書き上げられている。